# Bahrain International 2012
Die Bahrain International 2012 im Badminton fanden vom 6. bis 10. November 2012 in Manama statt.

## Die Sieger und Platzierten
| Disziplin    | Gold                                            | Silber                                            | Bronze                          |
| ------------ | ----------------------------------------------- | ------------------------------------------------- | ------------------------------- |
| Herreneinzel | Sai Praneeth Bhamidipati                        | Niluka Karunaratne                                | H. S. Prannoy                   |
| Herreneinzel | Sai Praneeth Bhamidipati                        | Niluka Karunaratne                                | Srikanth Kidambi                |
| Dameneinzel  | Arundhati Pantawane                             | Tanvi Lad                                         | Neslihan Yiğit                  |
| Dameneinzel  | Arundhati Pantawane                             | Tanvi Lad                                         | Özge Bayrak                     |
| Herrendoppel | Rupesh Kumar Sanave Thomas                      | K. Nandagopal Jishnu Sanyal                       | Mayank Behal Tanveer Gill       |
| Herrendoppel | Rupesh Kumar Sanave Thomas                      | K. Nandagopal Jishnu Sanyal                       | Alwin Francis Valiyaveetil Diju |
| Damendoppel  | Rodjana Chuthabunditkul Chanida Julrattanamanee | Pacharakamol Arkornsakul Jongkolphan Kititharakul | Özge Bayrak Neslihan Yiğit      |
| Damendoppel  | Rodjana Chuthabunditkul Chanida Julrattanamanee | Pacharakamol Arkornsakul Jongkolphan Kititharakul | Sarah Bok Suzanne Rayappan      |
| Mixed        | Tanveer Gill Mohita Sahdev                      | Heri Setiawan Rehana Sunder                       | Mahmoud Elsayad Nadine Ashraf   |
| Mixed        | Tanveer Gill Mohita Sahdev                      | Heri Setiawan Rehana Sunder                       | Kareem Shedeed Menna Eltanany   |